# Јовица Арсић
Јовица Арсић (Лесковац, 3. новембар 1968) је српски кошаркашки тренер.

## Каријера
Арсић је у Србији тренирао Здравље, Лавове и Војводину. Водио је и украјински Черкаси, а био је и у бугарском кошаркашком клубу Лукојл од 2009. до краја 2011. године, а потом поново у сезони 2014/15.
Од 2007. до 2009. године био је селектор кошаркашке репрезентације Македоније (постављен 26. јуна 2007) и водио је тим на Еуробаскету 2009.
Арсић је са репрезентацијом СР Југославије као помоћни тренер Светиславу Пешићу у Истанбулу 2001. године освојио злато, а са Здрављем играо финале Купа СР Југославије 2000. године. Као селектор одвео је репрезентацију Македоније на Европско првенство, а са Лукојлом је два пута био шампион Бугарске.